# Jarra
Jarra és una regió de Gàmbia al sud del riu, a la divisió de Lower River i avui dia a la Mansakonko Local Government Area (LGA). La LGA i divisió està formada per sis districtes tres dels quals corresponen a la regió de Kiang i tres a la de Jarra (Jarra Central, Jarra East i Jarra West).